# 미겔 앙헬 포르투갈
미겔 앙헬 포르투갈 비카리오(스페인어: Miguel Ángel Portugal Vicario, 1955년 11월 28일, 카스티야 이 레온 주 킨타니야 데 라스 비냐스 ~)는 스페인의 전 축구 선수로, 현역 시절 미드필더로 활약했으며, 현재 감독이다.
그는 레알 마드리드의 1979–80 시즌에 리그와 코파 델 레이 2관왕을 달성한 선수단의 일원이고, 마드리드를 비롯한 4개의 구단에서 라 리가 경기에 총 66번 출전하여 4골을 기록했다.
은퇴 후 감독이 된 포르투갈은 두 차례 1부 리그의 라싱 산탄데르 감독을 맡았다. 2010년대가 되어서 그는 볼리비아, 브라질, 알제리, 인도 등의 해외 리그 구단을 전전하였고, 볼리바르를 지도했던 2013년에는 리그 우승을 거두었다.

## 선수 경력
포르투갈은 부르고스 도 킨타니야 데 라스 비냐스 출신이다. 그는 현역 시절에 부르고스, 미란데스, 레알 마드리드, 카디스, 라요 바예카노, 카스테욘, 레알 부르고스, 바야돌리드, 그리고 코르도바에서 활동하였다.
라 리가의 강호 소속으로, 포르투갈은 카디스로 임대이적했던 1년을 포함해 4년을 보냈고, 마드리드에서의 1년차에 2관왕을 달성하기도 했지만, 그 동안 불과 27번의 1부 리그 경기에 출전하는 데에 그쳤다.

## 감독 경력

### 초기 경력
포르투갈은 90년대 중반부터 감독일을 시작했는데, 레알 마드리드로 복귀하여 3군과 2군의 감독을 맡았다. 1999년, 그는 세군다 디비시온의 톨레도 감독이 되었지만, 취임 몇 달 만에 해고장을 받았다.
몇 년 동안 축구 활동을 중단했던 포르투갈은 전 소속 구단이자 또다른 2부 리그 구단인 코르도바의 지휘봉을 잡았고, 2005-06 시즌에는 12월에 후안 라몬 로페스 카로 감독이 1군 감독으로 이직하면서 공석이 된 레알 마드리드 카스티야의 사령탑에 다시 올랐다. 2006년 7월 6일, 그는 또다시 로페스 카로의 바통을 받았는데, 이번에 포르투갈이 수락한 감독직은 라싱 산탄데르의 감독직이었고, 칸타브리아 연고 구단이 1부 리그 10위를 안정적으로 차지하도록 도왔다.
이후 포르투갈은 레알 마드리드의 단장직을 맡았다. 2008년 11월, 그는 구단이 베언트 슈스터 감독을 경질하면서 후임 감독이 될 것으로 예상되었으나, 라몬 칼데론 회장은 후안데 라모스를 대신 감독으로 내정하였다.
2009년 11월 19일, 포르투갈은 후안 카를로스 만디아를 해임한 라싱과 2년 게약을 맺고 복귀하였는데, 복귀 당시 칸타브리아인들은 5번의 안방 경기에서 딱 1점의 승점을 버는 데에 그쳤다.
2011년 2월, 비록 소속 구단이 1부 리그의 강등권 바로 위를 맴돌고 있었으나, 결국 임기 끝까지 강등권 밑으로 내려가는 것을 막는 데에 성공했다. 그러나, 라싱의 새 인도인 구단주 아산 알리 시에드는 그를 해임하였다.

### 해외 무대
2012년 6월, 포르투갈은 처음으로 해외 무대로 건너갔는데, 그는 볼리비아의 볼리바르 지휘봉을 잡았다. 1년차에 라 파스 연고 구단은 볼리비아 프리메라 디비시온의 클라우수라를 우승했다. 그는 2014년 새해가 되면서 경질이 되었는데, 그의 소속 구단은 숙적 더 스트롱기스트와의 아페르투라 리그 최종전 경기에서 패했다.
포르투갈은 계속 남아메리카 무대에 남았는데, 이번에는 브라질의 아틀레치쿠 파라나엔시와 1년 계약을 체결했다. 그는 5월 19일에 사표를 제출하였다.
2015년 10월 21일, 포르투갈은 스페인 무대에 복귀해 2부 리그의 바야돌리드와 계약하여 가이스카 가리타노의 업무를 인수해 강등 위기의 선수단을 지휘했다. 그는 선수단의 조직력을 어느정도 끌어올렸으나, 이듬해 4월 24일까지 막판 5번의 경기에서 승점을 1점밖에 추가하지 못하는 부진을 이어오면서 경질되었다.
2016년 11월, 포르투갈은 알제리의 콩스탕틴과 1년 계약으로 사령탑에 취임했다. 그는 그 다음 달에 감독을 그만 두었는데, 그에 앞서 그는 사직하겠다고 몇 차례 으름장을 놓았었다.
2017년 7월 17일, 포르투갈은 사령탑을 맡을 4번째 대륙으로 이동했는데, 그는 인도 슈퍼리그의 델리 다이너모스 감독이 되었다. 그의 소속 구단은 10개 구단 중 8위를 기록했고, 포르투갈 감독은 간헐적 경기 일정과 적은 이적 시장을 문제로 삼았다. 이후 5월 1일에 스페인 무대에 복귀해 그라나다의 새 감독으로 임명되었다.
2018년 8월, 포르투갈은 시즌을 앞두고 푸네 시티의 감독으로 선임되었다. 그는 1무 2패를 기록하고 10월 24일에 해임되었다.
2018년 12월 20일, 포르투갈은 볼리비아 무대에 복귀하여 호르헤 윌스테르만과 1년 계약을 맺고 지휘봉을 잡았다. 그는 이듬해 4월에 상호 계약 해지로 떠났는데, 그가 사임한 것은 코차밤바 구단 지지자들로부터 수 차례 협박을 받았기 때문이었다.
포르투갈은 안데스 산맥의 나라에 남아 2020년에 로얄 파리와 1년 계약을 맺었다. 그는 같은 해 5월 21일에 코로나바이러스감염증-19가 범유행을 하는 와중에 리그 재개에 의심을 표하면서 사임했다.

## 감독 통계
2020년 3월 11일 기준
| 구단                  | 국적      | 취임             | 해임             | 기록 | 기록 | 기록 | 기록 | 기록  | 주     |
| 구단                  | 국적      | 취임             | 해임             | 전   | 승   | 무   | 패   | 율 %  | 주     |
| --------------------- | --------- | ---------------- | ---------------- | ---- | ---- | ---- | ---- | ----- | ------ |
| 레알 마드리드 C       | 스페인    | 1997년 7월 1일   | 1997년 11월 3일  | 10   | 5    | 4    | 1    | 50.00 | [ 26 ] |
| 레알 마드리드 B       | 스페인    | 1997년 11월 3일  | 1999년 7월 3일   | 78   | 41   | 17   |      | 52.56 | [ 27 ] |
| 톨레도                | 스페인    | 1999년 7월 4일   | 1999년 10월 13일 | 9    | 1    | 2    | 6    | 11.11 | [ 28 ] |
| 코르도바              | 스페인    | 2003년 10월 27일 | 2004년 6월 7일   | 32   | 9    | 10   | 13   | 28.13 | [ 29 ] |
| 레알 마드리드 B       | 스페인    | 2005년 12월 5일  | 2006년 7월 6일   | 27   | 10   | 4    | 13   | 37.04 | [ 30 ] |
| 라싱 산탄데르         | 스페인    | 2006년 7월 6일   | 2007년 6월 19일  | 40   | 13   | 14   | 13   | 32.50 | [ 31 ] |
| 라싱 산탄데르         | 스페인    | 2009년 11월 19일 | 2011년 2월 7일   | 58   | 18   | 16   | 24   | 31.03 | [ 32 ] |
| 볼리바르              | 볼리비아  | 2012년 6월 14일  | 2013년 12월 31일 | 69   | 41   | 11   | 17   | 59.42 |        |
| 아틀레치쿠 파라나엔시 | 브라질    | 2014년 1월 8일   | 2014년 5월 19일  | 13   | 5    | 2    | 6    | 38.46 |        |
| 바야돌리드            | 스페인    | 2015년 10월 21일 | 2016년 4월 24일  | 26   | 9    | 9    | 8    | 34.62 | [ 33 ] |
| 콩스탕틴              | 알제리    | 2016년 11월 2일  | 2016년 12월 9일  | 5    | 1    | 2    | 2    | 20.00 |        |
| 델리 다이너모스       | 인도      | 2017년 6월 29일  | 2018년 5월 1일   | 19   | 5    | 4    | 10   | 26.32 |        |
| 그라나다              | 스페인    | 2018년 5월 1일   | 2018년 6월 4일   | 5    | 2    | 0    | 3    | 40.00 | [ 34 ] |
| 푸네 시티             | 인도      | 2018년 8월 9일   | 2018년 10월 26일 | 3    | 0    | 1    | 2    | 0.00  |        |
| 호르헤 윌스테르만     | 볼리비아  | 2018년 12월 20일 | 2019년 4월 22일  | 23   | 10   | 4    | 9    | 43.48 |        |
| 로얄 파리             | 볼리비아  | 2020년 1월 2일   | 2020년 5월 21일  | 12   | 6    | 2    | 4    | 50.00 |        |
| 경력 합계             | 경력 합계 | 경력 합계        | 경력 합계        | 429  | 176  | 102  | 151  | 41.03 | —      |

## 수상

### 선수
레알 마드리드
- 라 리가: 1979–80
- 코파 델 레이: 1979–80

### 감독
볼리바르
- 볼리비아 프리메라 디비시온: 2012–13[8]